# Impacto de una gota

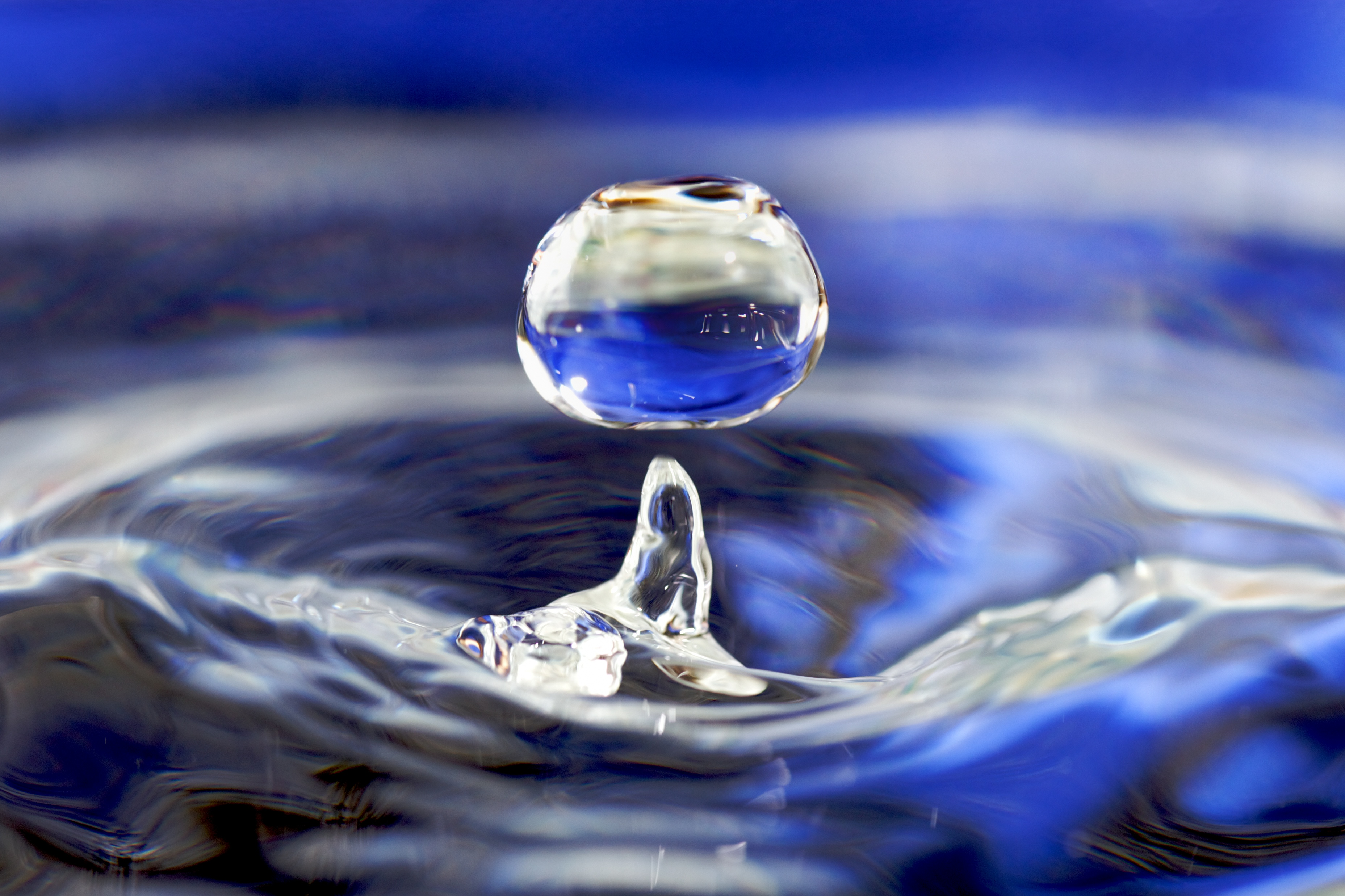
Una gota que golpea una superficie líquida; en este caso, tanto la gota y la superficie son agua.

El impacto de una gota ocurre cuando una gota de líquido golpea una superficie sólida o líquida. El resultado resultante depende de las propiedades de la gota, la superficie y el fluido circundante, que generalmente es un gas.

## En una superficie sólida seca
Cuando una gota de líquido golpea una superficie sólida seca, generalmente se extiende sobre la superficie y luego se retrae si el impacto es lo suficientemente energético como para hacer que la gota se extienda más de lo que generalmente se extendería debido a su ángulo de contacto de retroceso estático. El resultado específico del impacto depende principalmente del tamaño de la gota, la velocidad,, tensión superficial, viscosidad, y también a la rugosidad de la superficie y el ángulo de contacto entre la gota y la superficie.

### Resumen de posibles resultados
- Se dice que la "deposición" ocurre cuando la gota se propaga en la superficie en el momento del impacto y permanece unida a la superficie durante todo el proceso del impacto sin romperse..[1] Este resultado es representativo del impacto de pequeñas caídas de baja velocidad sobre superficies húmedas suaves.
- El resultado de la "salpicadura rápida" ocurre cuando la gota golpea una superficie áspera y se caracteriza por la generación de gotitas en la línea de contacto (donde se encuentran el sólido, el gas y el líquido) al comienzo del proceso de propagación de la gota en la superficie, cuando el líquido tiene una alta velocidad hacia el exterior.[1]
- Con una tensión superficial reducida, la capa líquida puede desprenderse de la pared, lo que resulta en una "salpicadura de corona".[2]

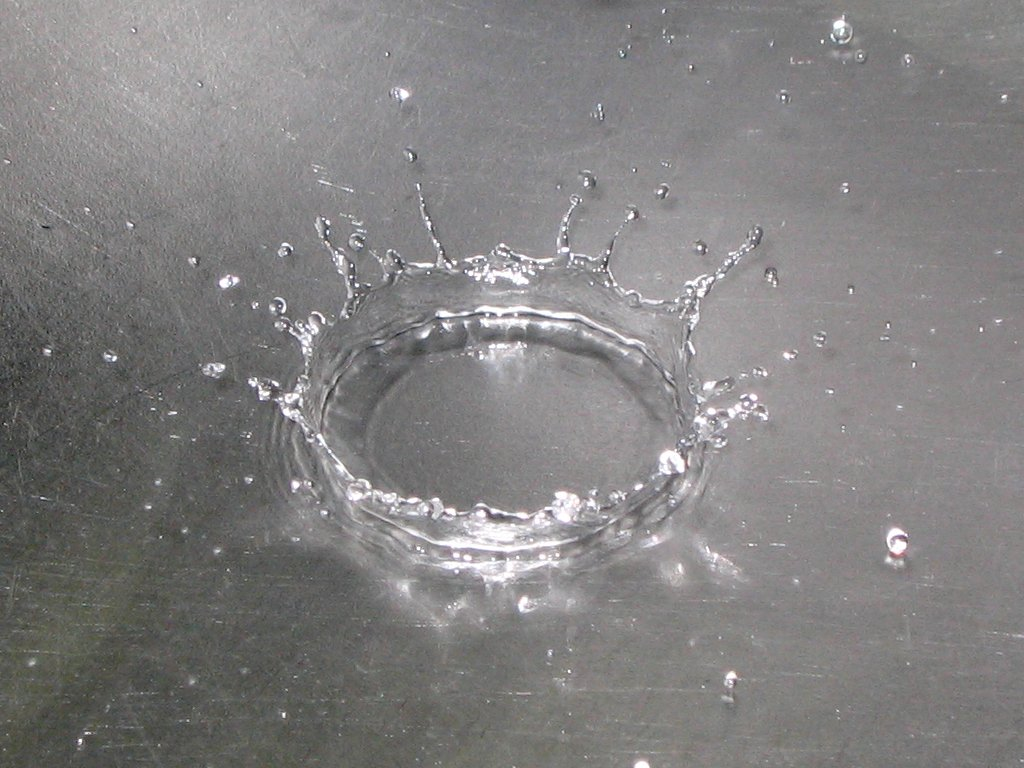
Salpicadura de corona en una superficie sólida seca.

- En una superficie húmeda, puede producirse una "ruptura de retroceso" a medida que el líquido se retrae de su radio de propagación máximo, debido al hecho de que el ángulo de contacto disminuye durante la retracción, lo que hace que la caída retroceda y deje caer algunas gotas.[1] En las superficies superhidrófobas, la gota que se retrae puede romperse en varios dedos, cada uno de los cuales puede romperse más, probablemente debido a la inestabilidad capilar.[2] Se ha observado que estas gotitas de satélite se desprenden de la caída impactante durante las fases de expansión y retracción.[3]
- Los resultados de "rebote" y "rebote parcial" pueden ocurrir cuando una caída retrocede después del impacto. A medida que la gota retrocede hasta el punto de impacto, la energía cinética de la caída colapsante hace que el líquido se exprima hacia arriba, formando una columna de líquido vertical. El caso en el que la caída permanece parcialmente en la superficie pero lanza una o más gotas en su parte superior se conoce como rebote parcial, mientras que el caso en el que toda la gota abandona la superficie sólida debido a este movimiento ascendente se conoce como rebote completo.[2] La diferencia entre rebote y rebote parcial es causada por el ángulo de contacto de retroceso de la caída en la superficie. Para valores bajos se produce un rebote parcial, mientras que para valores altos se produce un rebote completo (suponiendo que la caída retroceda con suficiente energía cinética).[1]

### En superficies superhidrofóbicas.

#### Deformación de gota pequeña
En las superficies superhidrófobas, se observa que las gotas líquidas rebotan en la superficie sólida. Richard y Quéré demostraron que una pequeña gota de líquido pudo rebotar en una superficie sólida más de 20 veces antes de descansar.. De particular interés es el tiempo que la gota permanece en contacto con la superficie sólida. Esto es importante en aplicaciones como la transferencia de calor y la formación de hielo en aviones. Para encontrar una relación entre el tamaño de gota y el tiempo de contacto para los bajos impactos de los números de Weber (We << 1) en las superficies superhidrofóbicas (que experimentan poca deformación),un simple balance entre inercia (ρR/T2) y el proceso capilar ({\displaystyle \sigma /R^{2}}) como aquí:
{\displaystyle \rho R/\tau ^{2}\propto \sigma /R^{2}}
{\displaystyle \rho } donde ρ es la densidad de caída, R es el radio de caída, τ es la escala de tiempo característica y σ es la tensión de superficie de caída.
Esto produce
{\displaystyle \tau \propto {\sqrt {\rho /\sigma }}R^{3/2}}
El tiempo de contacto es independiente de la velocidad en este régimen. El tiempo mínimo de contacto para una caída de deformación baja (We << 1) se aproxima por el período de oscilación de orden más bajo para una caída esférica. dando al tiempo característico un prefactor de aproximadamente 2.2. Para caídas de gran deformación (We> 1), se ven tiempos de contacto similares aunque las dinámicas de impacto son diferentes, como se explica a continuación. Si la gota se divide en varias gotas, el tiempo de contacto se reduce.

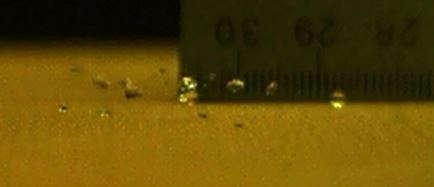
Ruptura de una gota de agua que impacta una superficie superhidrofobica en un número Weber de aproximadamente 214.

Al crear superficies cónicas con un espaciado grande, la gota impactante exhibirá el contraintuitivo pancake bouncing, caracterizado por la gota que rebota al final de la propagación sin retracción, lo que resulta en una reducción de aproximadamente el 80% del tiempo de contac.

#### Deformación de una gota significativa
A medida que aumenta el número de Weber, también aumenta la deformación por caída al impactar. El patrón de deformación de caída se puede dividir en regímenes basados en el número de Weber..
- Para We << 1,  no hay deformación significativa.
- Para We, del orden de 1, la caída experimenta una deformación significativa y se aplana un poco en la superficie.
- Cuando We ~ 4, se forman olas en la gota.
- Cuando We ~ 18, las gotas de un satélite se separan de la caída, que ahora es una columna vertical alargada.
- Para We (para los cuales la magnitud depende de la estructura específica de la superficie), muchas caídas de satélites se rompen durante la propagación y / o retracción de la caída.[3]

## En una superficie sólida mojada
Cuando una gota de líquido golpea una superficie sólida húmeda (una superficie cubierta con una capa delgada de líquido que excede la altura de la rugosidad de la superficie), se producirá una dispersión o salpicaduras Si la velocidad está por debajo de un valor crítico, el líquido se dispersará en la superficie, de manera similar a la deposición descrita anteriormente. Si la velocidad excede la velocidad crítica, ocurrirán salpicaduras. Las salpicaduras en películas fluidas delgadas se producen en forma de corona, similar a la que se observa para superficies sólidas secas. En condiciones adecuadas, la gota que golpea una interfaz líquida también puede mostrar un rebote de tipo superhidrófobo, caracterizado por el tiempo de contacto, la dinámica de propagación y el coeficiente de restitución independientemente de las propiedades del líquido subyacente.

## En una superficie líquida
Cuando una gota de líquido golpea la superficie de un depósito de líquido, puede flotar, rebotar, unirse con el depósito o salpicar. En el caso de flotar, una gota flotará en la superficie durante varios segundos. La limpieza de la superficie del líquido es muy importante en la capacidad de las gotas para flotar. El rebote de la gota puede ocurrir en superficies líquidas perturbadas. Si la gota es capaz de romper una fina película de gas que la separa del depósito de líquido, puede unirse. Finalmente, los mayores impactos de caída del número de Weber (con mayor energía) producen salpicaduras. En el régimen de salpicaduras, la caída sorprendente crea un cráter en la superficie del fluido, seguido de una corona alrededor del cráter. Además, un chorro central, llamado chorro Rayleigh o chorro Worthington, sobresale del centro del cráter. Si la energía de impacto es lo suficientemente alta, el chorro se eleva hasta el punto donde se pellizca, enviando una o más gotas hacia arriba de la superficie.